# Jon Bakero (futbolista)
Jon Bakero González (Sitges, Cataluña, 5 de noviembre de 1996) es un futbolista español. Juega de delantero y su equipo es el Charlotte Independence de la USL League One estadounidense. Es hijo del exfutbolista José Mari Bakero y sobrino de Jon Bakero.

## Trayectoria

### Inicios
Bakero jugó al soccer universitario para los Wake Forest Demon Deacons de la Universidad de Wake Forest entre 2014 y 2017. En total jugó 88 encuentros y anotó 37 goles. En los Demon, Bakero ganó dos veces el título de la Atlantic Coast Conference, y en su último año, 2017, ganó el trofeo Hermann Trophy, fue nombrado mejor jugador ofensivo de fútbol de la ACC (ACC Men's Soccer Offensive Player of the Year) y se llevó el Senior CLASS Award.
Como universitario, además jugó para el FC Tucson y el Carolina Dynamo de la USL PDL en 2016 y 2017 respectivamente.

### Profesional
Fue seleccionado por el Chicago Fire en el SuperDraft de la MLS 2018. Bakero debutó profesionalmente el 14 de abril en la derrota por 1:0 ante LA Galaxy.
El 20 de julio de 2018 fue intercambiado al Toronto FC por 50 000$ y Nicolas Hasler. Debutó en el equipo canadiense el 11 de agosto en la derrota por 3:2 contra el New York City.
En 2019 fue enviado a préstamo al Phoenix Rising de la USL, y fichó permanentemente por el club para la temporada 2020.
En enero de 2022 inició su primera aventura en el fútbol europeo tras firmar por el P. F. C. Slavia Sofia búlgaro. En agosto de ese mismo año rescindió su contrato y volvió a España, después de ocho años viviendo fuera, para jugar en Primera Federación con el Pontevedra Club de Fútbol.
Después de un año en tierras gallegas, en junio de 2023 volvió al P. F. C. Slavia Sofia donde esta vez iba a ser entrenado por su padre. Esta segunda etapa terminó en septiembre y en enero del año siguiente fichó por el Club Lleida Esportiu. Allí completó la temporada antes de regresar a los Estados Unidos, jugando esta vez en el Memphis 901 y el Charlotte Independence.

## Estadísticas
Actualizado al último partido disputado el 10 de mayo de 2025.
| Club                                                                  | Div.          | Temporada     | Liga  | Liga  | Copas nacionales(1) | Copas nacionales(1) | Copas internacionales(2) | Copas internacionales(2) | Total | Total |
| Club                                                                  | Div.          | Temporada     | Part. | Goles | Part.               | Goles               | Part.                    | Goles                    | Part. | Goles |
| --------------------------------------------------------------------- | ------------- | ------------- | ----- | ----- | ------------------- | ------------------- | ------------------------ | ------------------------ | ----- | ----- |
| FC Tucson Estados Unidos                                              | 4.ª           | 2016          | 8     | 1     | 2                   | 0                   | ―                        | ―                        | 10    | 1     |
| FC Tucson Estados Unidos                                              | Total club    | Total club    | 8     | 1     | 2                   | 0                   | 0                        | 0                        | 10    | 1     |
| Carolina Dynamo Estados Unidos                                        | 4.ª           | 2017          | 7     | 5     | 0                   | 0                   | ―                        | ―                        | 7     | 5     |
| Carolina Dynamo Estados Unidos                                        | Total club    | Total club    | 7     | 5     | 0                   | 0                   | 0                        | 0                        | 7     | 5     |
| Chicago Fire Estados Unidos                                           | 1.ª           | 2018          | 4     | 0     | 0                   | 0                   | ―                        | ―                        | 4     | 0     |
| Chicago Fire Estados Unidos                                           | Total club    | Total club    | 4     | 0     | 0                   | 0                   | 0                        | 0                        | 4     | 0     |
| Tulsa Roughnecks Estados Unidos                                       | 2.ª           | 2018          | 3     | 2     | 0                   | 0                   | ―                        | ―                        | 3     | 2     |
| Tulsa Roughnecks Estados Unidos                                       | Total club    | Total club    | 3     | 2     | 0                   | 0                   | 0                        | 0                        | 3     | 2     |
| Toronto FC · Canadá                                                   | 1.ª           | 2018          | 3     | 0     | 0                   | 0                   | ―                        | ―                        | 3     | 0     |
| Toronto FC · Canadá                                                   | Total club    | Total club    | 3     | 0     | 0                   | 0                   | 0                        | 0                        | 3     | 0     |
| Toronto FC II · Canadá                                                | 2.ª           | 2018          | 5     | 1     | ―                   | ―                   | ―                        | ―                        | 5     | 1     |
| Toronto FC II · Canadá                                                | Total club    | Total club    | 5     | 1     | 0                   | 0                   | 0                        | 0                        | 5     | 1     |
| Phoenix Rising Estados Unidos                                         | 2.ª           | 2019          | 26    | 3     | 1                   | 0                   | ―                        | ―                        | 27    | 3     |
| Phoenix Rising Estados Unidos                                         | 2.ª           | 2020          | 19    | 2     | ―                   | ―                   | ―                        | ―                        | 19    | 2     |
| Phoenix Rising Estados Unidos                                         | 2.ª           | 2021          | 26    | 3     | ―                   | ―                   | ―                        | ―                        | 26    | 3     |
| Phoenix Rising Estados Unidos                                         | Total club    | Total club    | 71    | 8     | 1                   | 0                   | 0                        | 0                        | 72    | 8     |
| P. F. C. Slavia Sofia Bulgaria                                        | 1.ª           | 2021-22       | 12    | 3     | 3                   | 0                   | ―                        | ―                        | 15    | 3     |
| P. F. C. Slavia Sofia Bulgaria                                        | 1.ª           | 2022-23       | 5     | 2     | ―                   | ―                   | ―                        | ―                        | 5     | 2     |
| Pontevedra C. F. · España                                             | 1.ª F         | 2022-23       | 25    | 0     | 3                   | 0                   | ―                        | ―                        | 28    | 0     |
| Pontevedra C. F. · España                                             | Total club    | Total club    | 25    | 0     | 3                   | 0                   | 0                        | 0                        | 28    | 0     |
| P. F. C. Slavia Sofia Bulgaria                                        | 1.ª           | 2023-24       | 8     | 0     | ―                   | ―                   | ―                        | ―                        | 8     | 0     |
| P. F. C. Slavia Sofia Bulgaria                                        | Total club    | Total club    | 25    | 5     | 3                   | 0                   | 0                        | 0                        | 28    | 5     |
| Club Lleida Esportiu · España                                         | 2.ª F         | 2023-24       | 18    | 3     | ―                   | ―                   | ―                        | ―                        | 18    | 3     |
| Club Lleida Esportiu · España                                         | Total club    | Total club    | 18    | 3     | 0                   | 0                   | 0                        | 0                        | 18    | 3     |
| Memphis 901 Estados Unidos                                            | 2.ª           | 2024          | 12    | 1     | ―                   | ―                   | ―                        | ―                        | 12    | 1     |
| Memphis 901 Estados Unidos                                            | Total club    | Total club    | 12    | 1     | 0                   | 0                   | 0                        | 0                        | 12    | 1     |
| Charlotte Independence Estados Unidos                                 | 3.ª           | 2024-25       | 5     | 1     | 2                   | 1                   | ―                        | ―                        | 7     | 2     |
| Charlotte Independence Estados Unidos                                 | Total club    | Total club    | 5     | 1     | 2                   | 1                   | 0                        | 0                        | 7     | 2     |
| Total carrera                                                         | Total carrera | Total carrera | 186   | 27    | 11                  | 1                   | 0                        | 0                        | 197   | 28    |
| (1) Incluye datos de la US Open Cup, Copa de Bulgaria y Copa del Rey. |               |               |       |       |                     |                     |                          |                          |       |       |

## Palmarés

### Distinciones individuales
| Distinción                                    | Año  |
| --------------------------------------------- | ---- |
| Hermann Trophy                                | 2017 |
| ACC Men's Soccer Offensive Player of the Year | 2017 |
| Senior CLASS Award                            | 2017 |
| Equipo del año de la USL                      | 2019 |

## Vida personal
Bakero es hijo del exfutbolista José Mari Bakero, quien fue internacional español y exjugador de la Real Sociedad y F. C. Barcelona.